# Веникс, Ян Баптист
Ян Бапти́ст Ве́никс, также Ян Баптист Веникс Старший (нидерл. Jan Baptist Weenix; 1621, Амстердам — 1659, Утрехт) — голландский рисовальщик и живописец золотого века искусства Нидерландов. Работал в жанрах портрета, бытовых сцен, писал пейзажи, в том числе фантастические и морские, виды Италии, охотничьи натюрморты.

## Биография
Ян Баптист Веникс родился в 1621 году в Амстердаме, в семье архитектора. Отец художника умер рано, его воспитанием занималась мать Гритье Херманс (Grietje Hermans). С детства Ян Баптист страдал от заикания, рос интровертом, любил читать, поэтому в раннем возрасте его отдали в ученики к книготорговцу, а затем к торговцу тканями.
По свидетельству историографа Арнольда Хоубракена, Ян Баптист Веникс обладал непреодолимым желанием рисовать — ни один лист бумаги не попадал ему в руки без того, чтобы он что-нибудь на нём не изобразил. Его мать, Гритье Херманс, решила отдать сына в ученики к своему дяде Яну Микеру. Ян Веникс впоследствии учился у Абрахама Блумарта в Утрехте и у Николаса Муйарта в Амстердаме.
Веникс женился на Йосийнтии (Josijntje), дочери известного живописца-анималиста Гиллиса Класа де Хондекутера. В 1640 году у них родился сын Ян, который позднее сделал себе имя как художник охотничьих натюрмортов.
В 1642 (или в 1643) году он отправился для продолжения образования на четыре месяца в Рим, где вошёл в группу художников под названием «Перелётные птицы» нидерл. Bent vogels) — общество иностранных художников, прибывавших в католический Рим из северных стран. По обычаю, принятому в обществе, при обряде посвящения он получил прозвище «Погремушка» (ratel), из-за его трудностей с речью. В Италии он писал пейзажи с античными руинами, но с фигурами, одетыми по моде XVII века.
Веникс работал по заказам кардинала Джованни Баттисты Памфили (с 1644 года папа Иннокентий X), и его двоюродного брата кардинала Камилло Памфили. В Италии он стал известен как Джованни Батиста Веникс. В 1646 году в Синт-Йоришофе умерла его мать. В 1647 году Веникс вернулся в Амстердам, теперь уже под именем Баптист, где получил много выгодных заказов и решил остаться в этом городе. Тем не менее, вскоре он поселился в Утрехте вместе со своим зятем Гисбертом де Хондекутером и стал членом местной Гильдии Святого Луки. Кардинал Памфили призывал его вернуться в Рим. После смерти Гисберта де Хондекутера он взял к себе домой его сына Мельхиора де Хондекутера и вместе с собственным сыном Яном Вениксом обучал его живописи. Последние годы своей жизни он провёл в замке Тер Мей в Хаарцуйленсе. Существует неопределенность относительно даты его смерти.

## Творчество
Веникс писал пейзажи в «итальянском стиле», сотрудничая с Николаусом Кнюпфером, Яном Ботом и Николасом Берхемом, которые, по обычаю голландской живописи того времени, вписывали фигуры в его пейзажи. Он также изображал фантастические виды, воображаемые гавани с кораблями и охотничьи натюрморты. Больше, чем другие голландские художники-романисты — любители итальянского пейзажа, он уделял внимание изображению архитектуры, обычно античных руин. стиль его живописи тяготеет к драматическим эффектам светотени.
Позднее, оставив жанр пейзажа, художник сосредоточился на портретах. Ему принадлежит одно из немногих прижизненных изображений знаменитого философа Рене Декарта. Произведения Яна Баптиста хранятся во многих европейских музеях. В Санкт-Петербургском Эрмитаже имеются две картины: «Переправа вброд» и «Морская гавань».
Сын художника — Ян Веникс Младший (1642—1719) стал живописцем натюрмортов, главным образом, изображающих охотничьи трофеи, а также птиц и бытовых сцен. Работал гравёром в технике офорта. Веникс Младший является также автором редкого прижизненного портрета русского царя Петра I, написанного, вероятно, в Голландии в 1697 году.

## Галерея

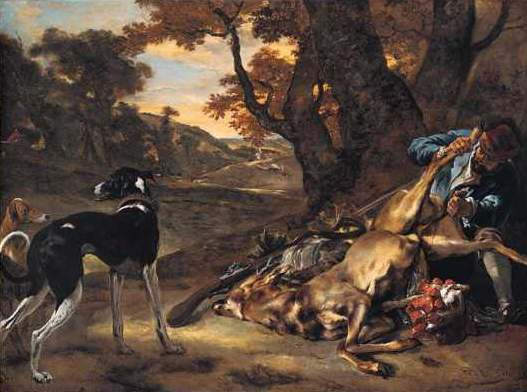
Охотник, разделывающий мёртвого оленя с двумя охотничьими собаками. Ок. 1647. Холст, масло. Национальная галерея, Лондон
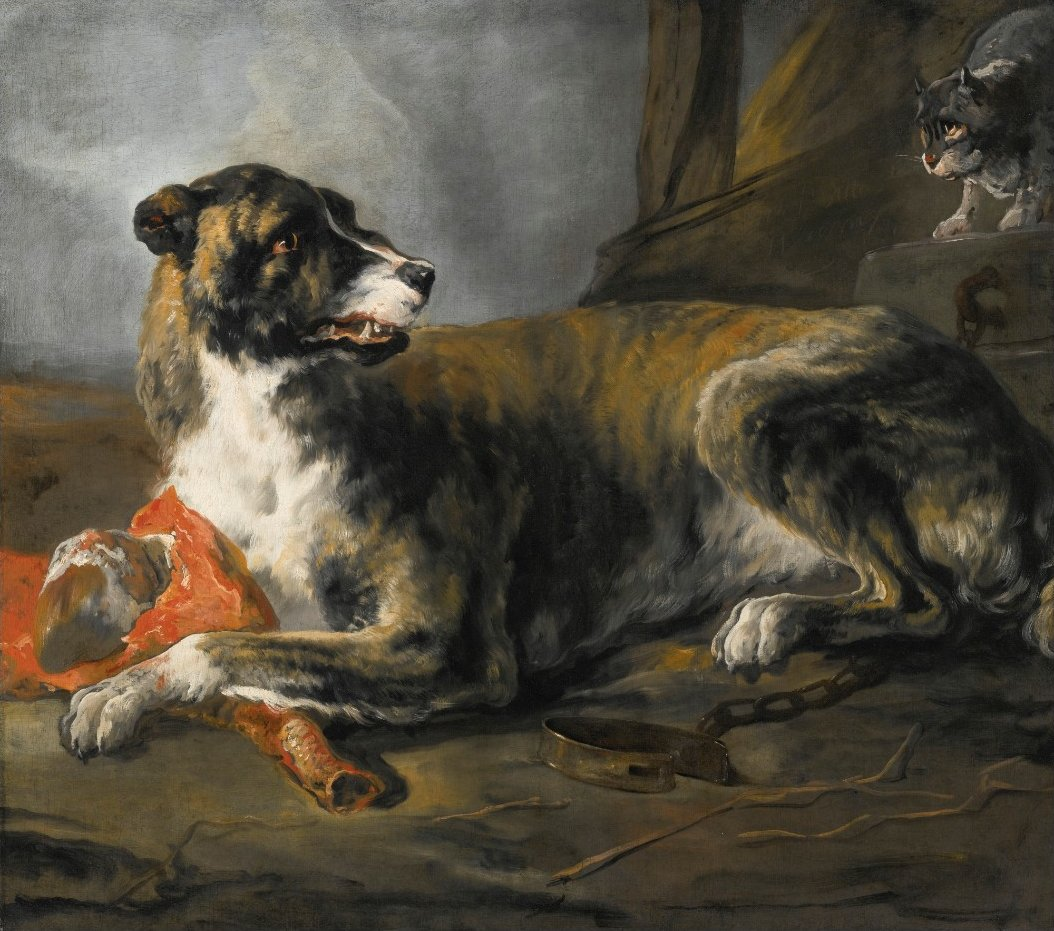
Собака с куском мяса и смотрящий на неё кот. Холст, масло. Частное собрание
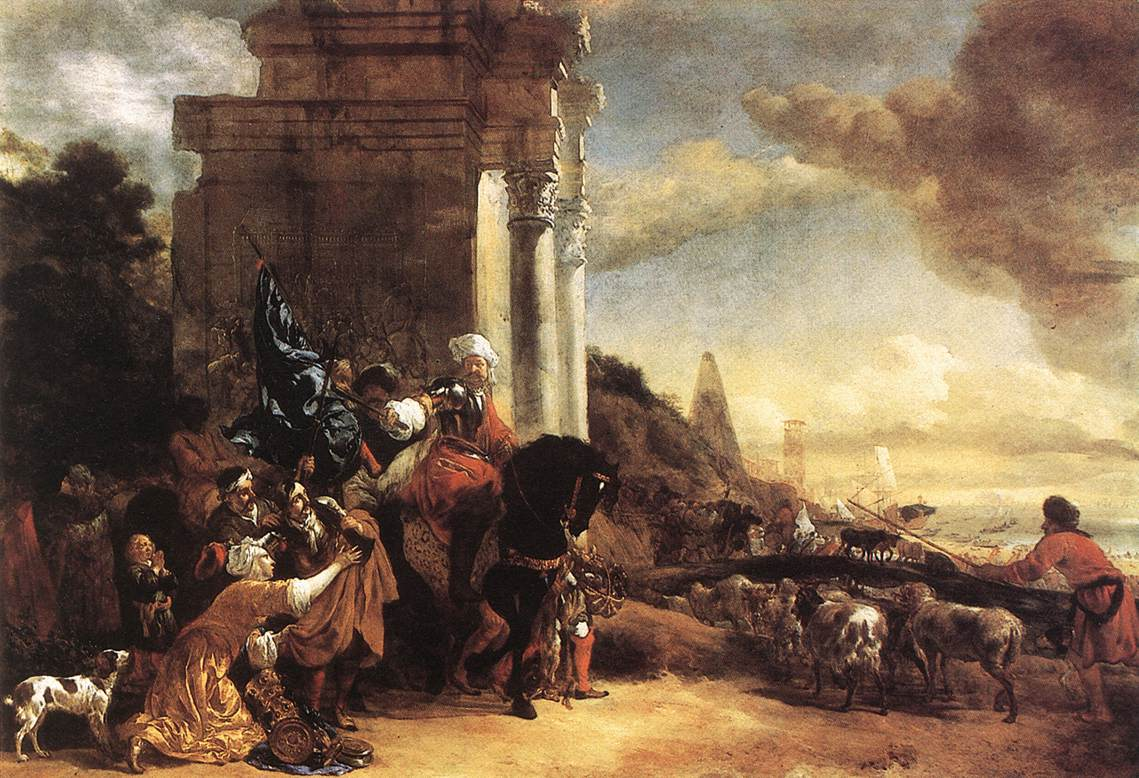
Отъезд восточной свиты. Между 1647 и 1650. Холст, масло. Лувр, Париж
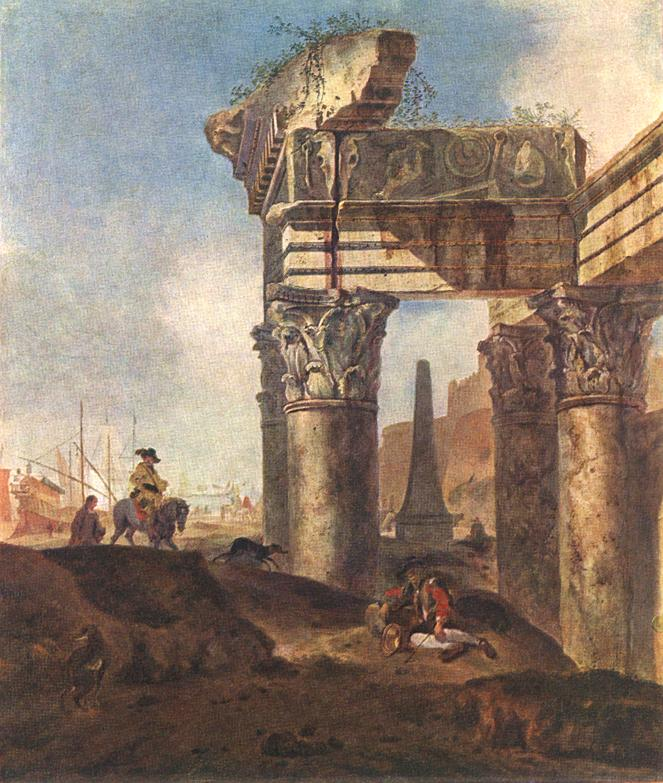
Античные руины. 1650-е. Холст, масло. Музей изобразительных искусств, Будапешт
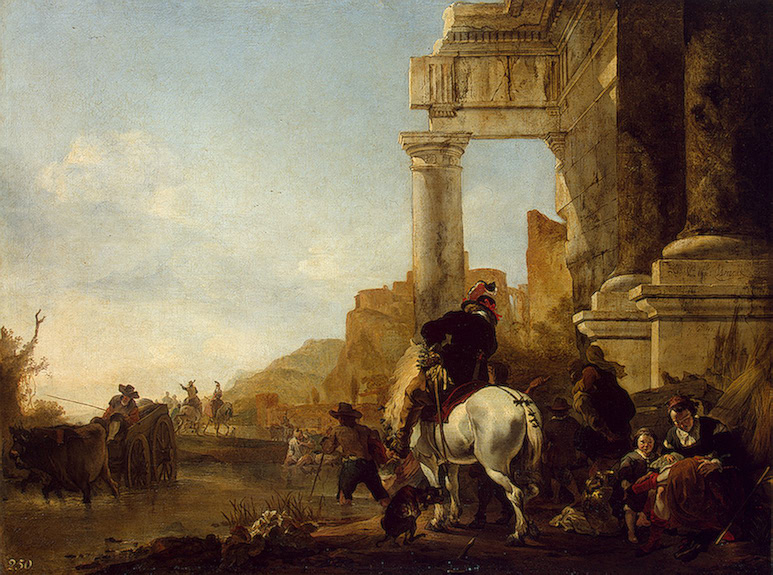
Переправа вброд. 1647. Холст, масло. Государственный Эрмитаж, Санкт-Петербург
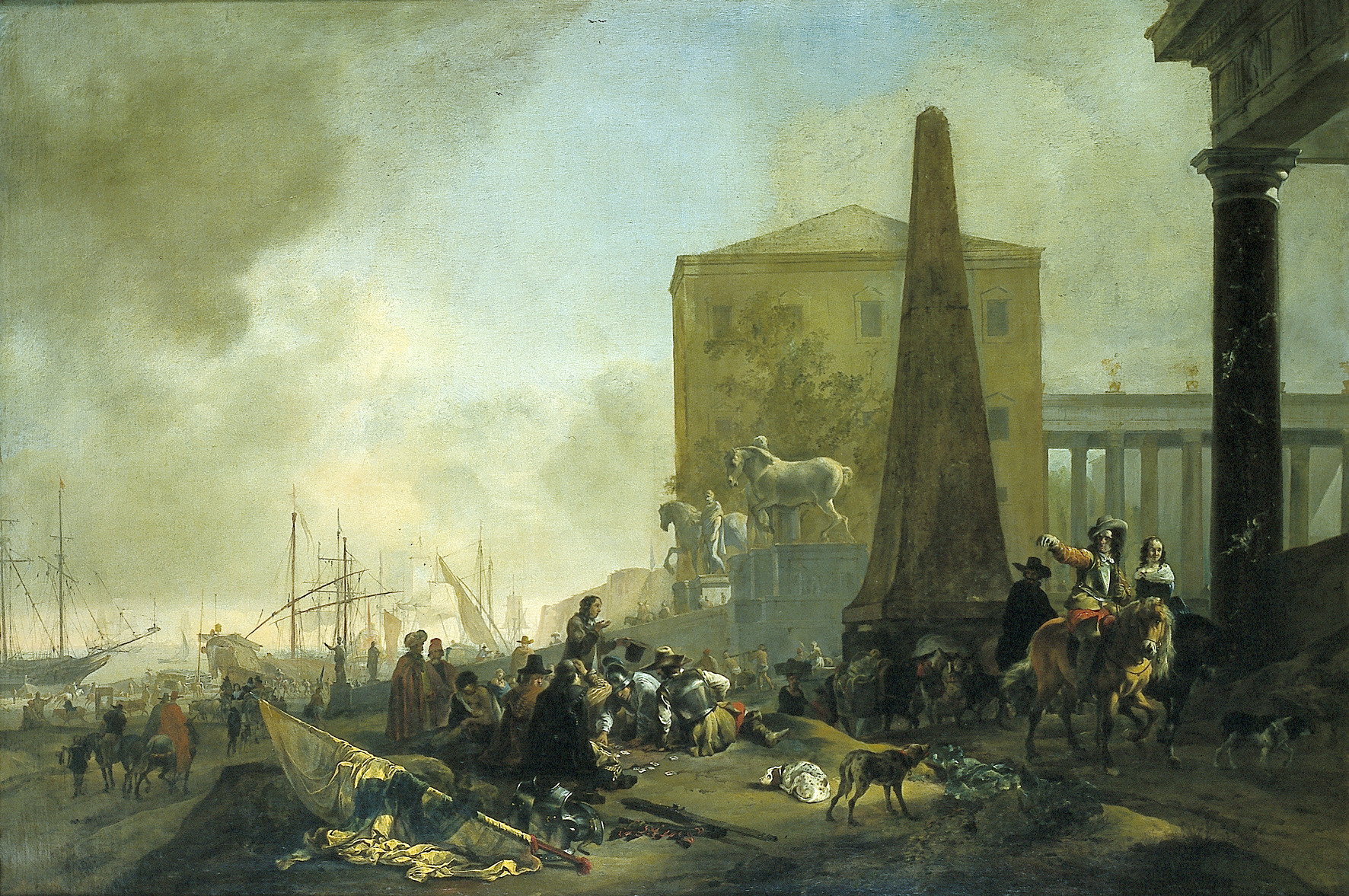
Итальянский порт. 1649. Фонд Культурного наследия Нидерландов
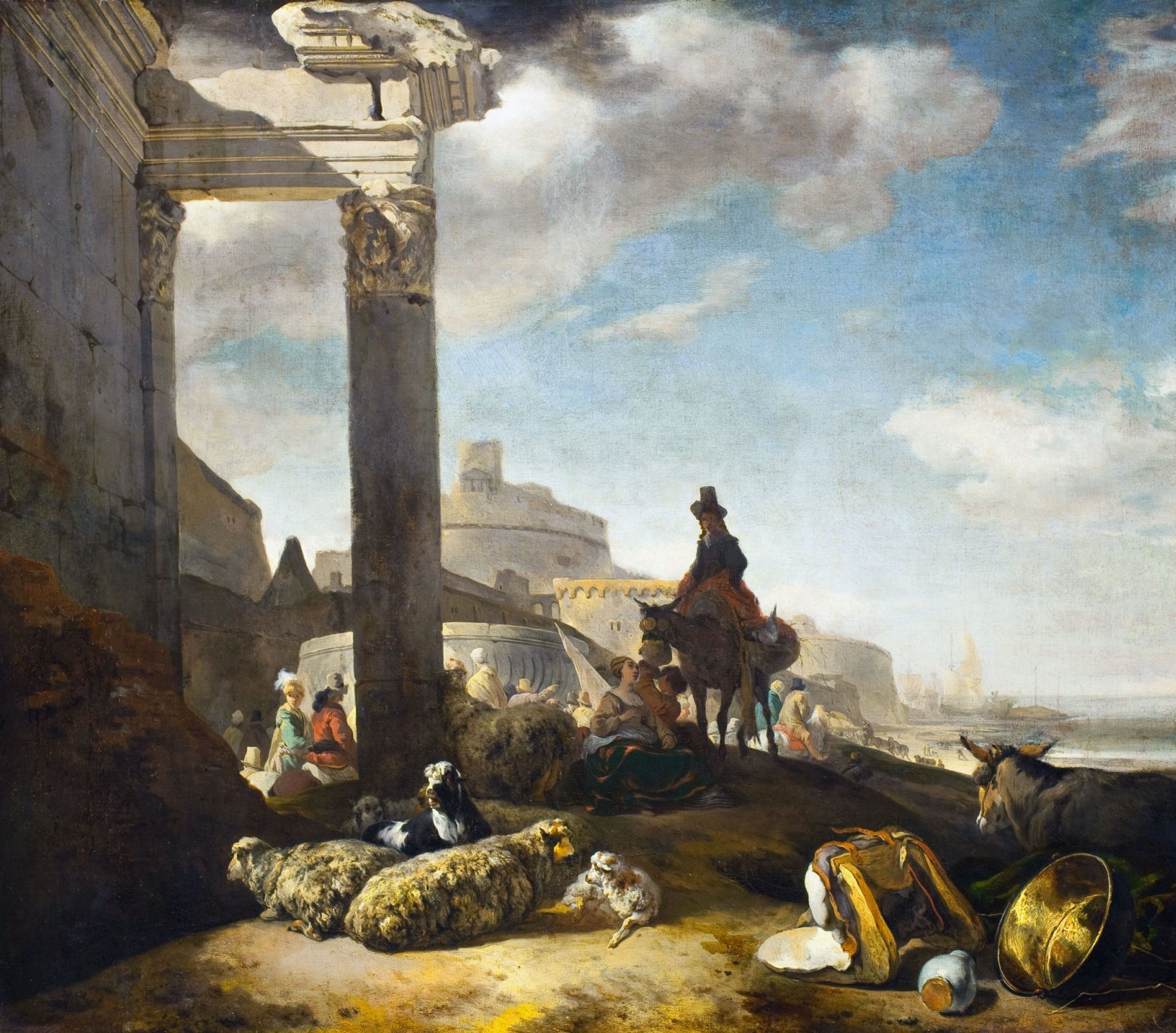
Перед стенами Рима. Ок. 1650. Холст, масло. Национальный музей, Вроцлав
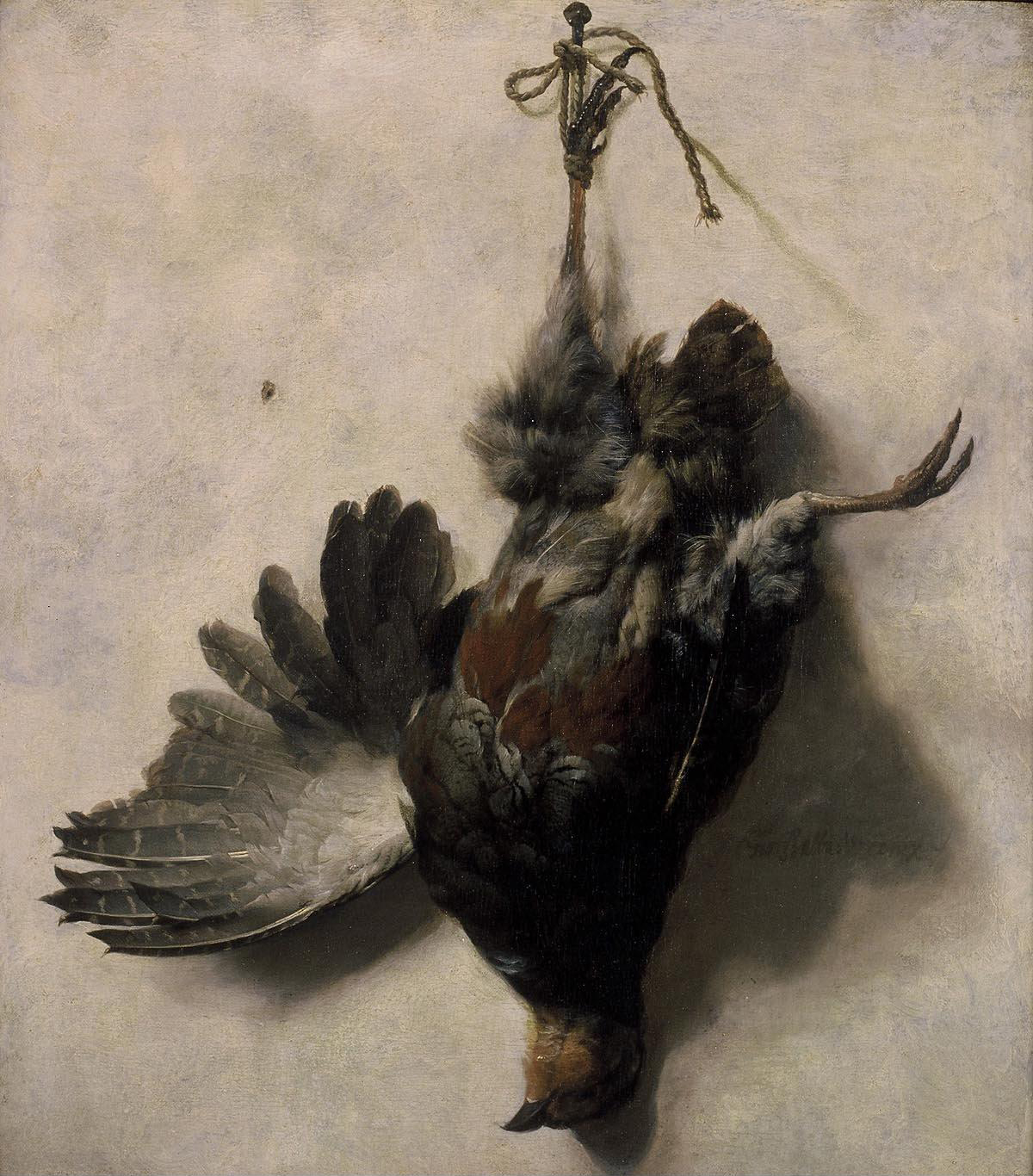
Мёртвая куропатка на гвозде. Между 1650 и 1652. Холст, масло.	Маурицхёйс, Гаага
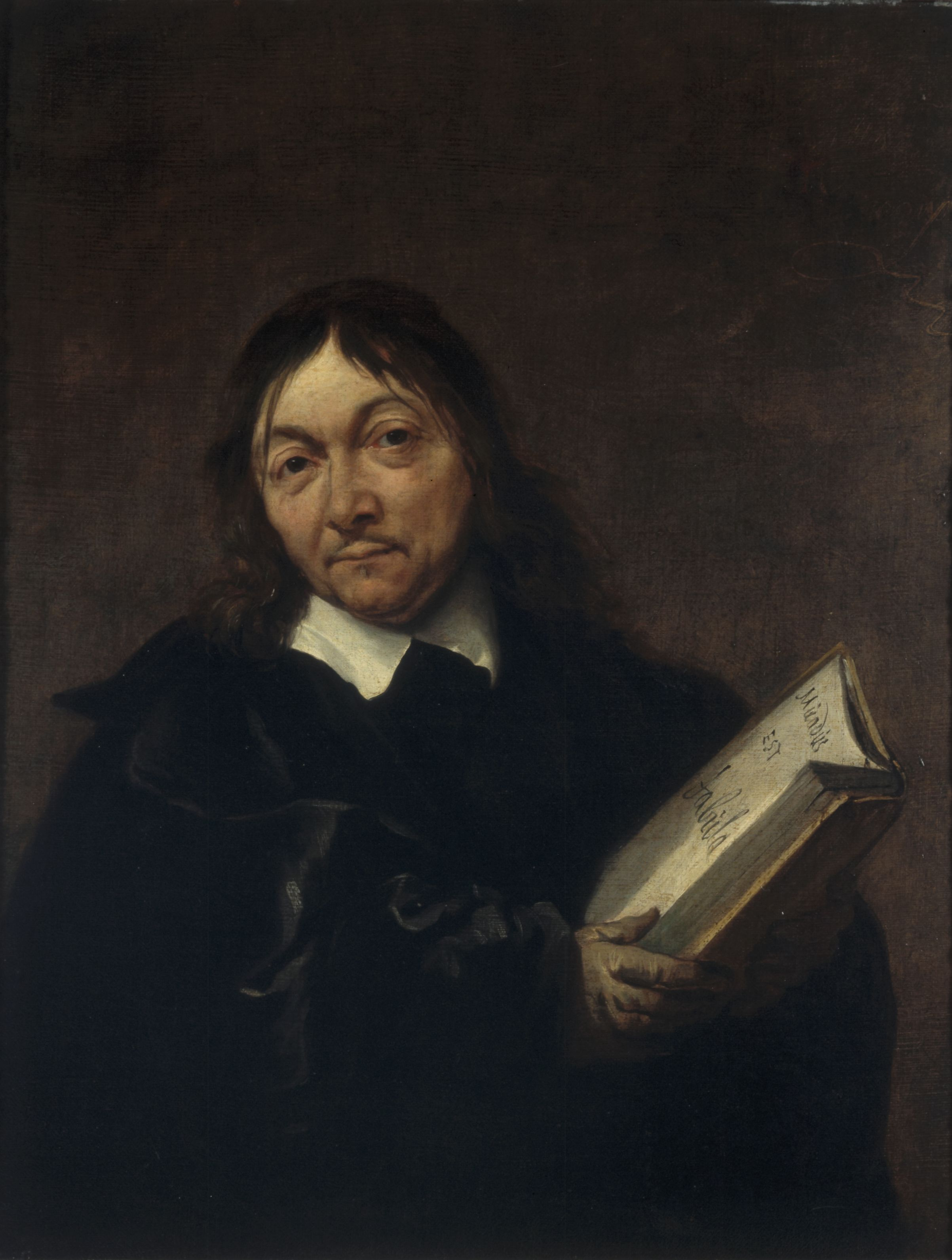
Портрет Рене Декарта. Между 1647 и 1649. Холст, масло. Музей Утрехта